# 농부아람푸
농부아람푸(Nong Bua Lamphu)는 태국의 읍(테사반 므앙)이자 농부아람푸 주의 주도이다.